# Aidan Chambers

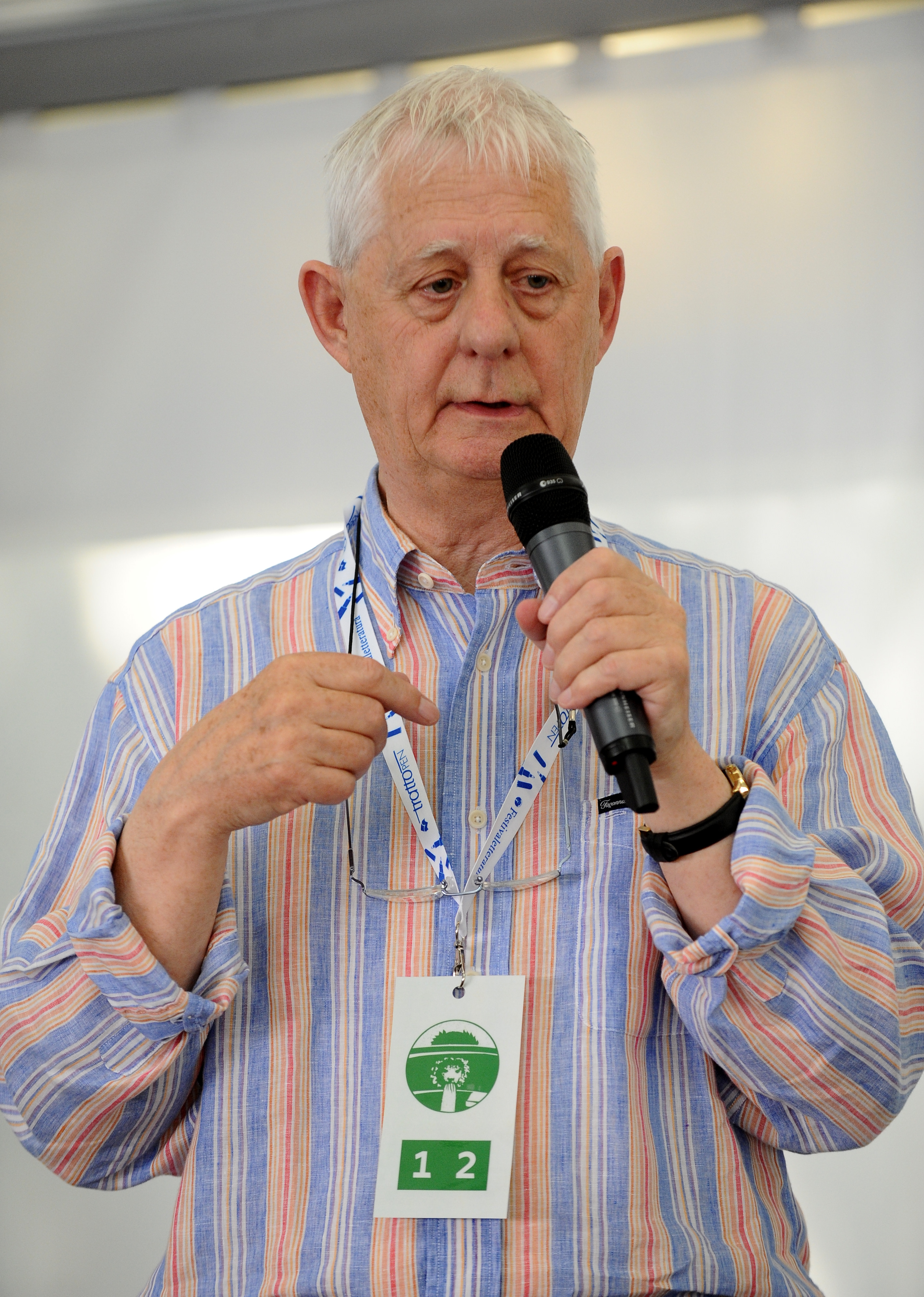
Aidan Chambers (2012)

Aidan Chambers (* 27. Dezember 1934 nahe Chester-le-Street, County Durham; † 11. Mai 2025) war ein britischer Schriftsteller, dessen Werk vor allem das Leben und die Probleme von Kindern und älteren Jugendlichen anspricht, Essayist und Herausgeber.

## Leben
Chambers lebte in einem Dorf der Grafschaft Gloucestershire. Da er viele Jahre als Lehrer arbeitete, konnte er Kenntnisse über Sprache und Probleme junger Leute sammeln, die er in seinen Büchern wiedergab. Zu seinen bekanntesten Büchern gehören Tanz auf meinem Grab, Die Brücke, Taggespenster, Nachtgespenster und das Kinderbuch Wer stoppt Melanie Prosser?. Sein Buch Die Brücke kam 1995 auf die Auswahlliste zum Deutschen Jugendliteraturpreis.

## Werke
- Fingerspitzengefühle (Breaktime)
- Tanz auf meinem Grab (Dance on my Grave, 1982)
- Die unglaubliche Geschichte des Nik Frome (Now I Know)
- Die Brücke (The Toll Bridge)
- Nachricht aus dem Niemandsland (Postcards from No Man’s Land)
- Wer stoppt Melanie Prosser? (The present takers)
- Worte sind nicht meine Sprache (Dying to know you), dt. von Thomas Gunkel. Knesebeck, München 2013, ISBN 978-3-86873-507-9

## Auszeichnungen
- Michael L. Printz Award 2003 für „Postcards From No Man’s Land“
- Carnegie Medal für „Postcards From No Man’s Land“
- Premio Andersen für „Cartoline dalla terra di nessuno“
- Hans Christian Andersen Award 2002